# Episodi di Nero Wolfe (serie televisiva 2001) (seconda stagione)
La seconda stagione della serie televisiva Nero Wolfe è stata trasmessa a partire dal 14 aprile 2002 dall'emittente televisiva A&E Network.
| n° | Titolo originale         | Titolo italiano | Prima TV USA   | Prima TV Italia |
| -- | ------------------------ | --------------- | -------------- | --------------- |
| 1  | Death of a Doxy (1/2)    |                 | 14 aprile 2002 |                 |
| 2  | Death of a Doxy (2/2)    |                 | 14 aprile 2002 |                 |
| 3  | The Next Witness         |                 | 21 aprile 2002 |                 |
| 4  | Die Like a Dog           |                 | 28 aprile 2002 |                 |
| 5  | Murder Is Corny          |                 | 5 maggio 2002  |                 |
| 6  | Motherhunt (1/2)         |                 | 12 maggio 2002 |                 |
| 7  | Motherhunt (2/2)         |                 | 19 maggio 2002 |                 |
| 8  | Poison a la Carte        |                 | 26 maggio 2002 |                 |
| 9  | Too Many Clients (1/2)   |                 | 2 giugno 2002  |                 |
| 10 | Too Many Clients (2/2)   |                 | 9 giugno 2002  |                 |
| 11 | Before I Die             |                 | 16 giugno 2002 |                 |
| 12 | Help Wanted, Male        |                 | 30 giugno 2002 |                 |
| 13 | The Silent Speaker (1/2) |                 | 14 luglio 2002 |                 |
| 14 | The Silent Speaker (2/2) |                 | 21 luglio 2002 |                 |
| 15 | Cop Killer               |                 | 11 agosto 2002 |                 |
| 16 | Immune to Murder         |                 | 18 agosto 2002 |                 |